# Bucculatrix auripicta
Bucculatrix auripicta är en fjärilsart som beskrevs av Matsumura 1931. Bucculatrix auripicta ingår i släktet Bucculatrix och familjen kronmalar. Inga underarter finns listade i Catalogue of Life.